# 菲申塔爾
菲申塔尔（德語：Fischenthal）是瑞士联邦苏黎世州欣维尔区的市镇。该市镇面积为30.25平方千米，海拔高度840米，2018年12月31日人口数为2,501。